# 宋存壽
宋存壽（1930年9月2日—2008年5月27日），台灣電影導演，江蘇省江都縣人。於1949年到達香港，就讀於香港文化專科學校，與胡金銓及李翰祥熟識。1955年，進入四維影片公司工作，擔任編劇，曾編寫由羅維執導的《多情河》電影劇本。1956年轉入邵氏電影公司，擔任編劇與副導演等職。1963年來台灣，與李翰祥合組國聯電影公司。1966年首次執導第一部電影作品《天之驕女》。而隔年的《破曉時分》就受到極大的好評，有「文人導演」之譽。他1972年與趙瑛瑛結婚，並於1971年與郁正春和楊偉雄合組八十年代電影公司，並持續執導電影。1982年的《老師‧斯卡也答》是他最後一部作品。
他的電影作品中，被公認最好的有《破曉時分》、《母親卅歲》以及瓊瑤電影《庭院深深》、《窗外》，其中《窗外》更是女演員林青霞的第一部電影作品。其作品《秋霞》則是女歌手陳秋霞的第一部電影作品，也因此作品獲得第14屆金馬獎的最佳女主角獎。他在2001年3月於法國杜維爾亞洲影展（Festival du film asiatique de Deauville）中獲得金蓮獎（終身成就獎），並於同年12月獲得第38屆金馬獎的「終身成就特別獎」。
宋存壽於2008年5月27日下午3時30分病逝於臺北市，終年77歲。

## 導演作品

### 電影
- 《天之驕女》1966
- 《破曉時分》1968
- 《鐵娘子》1969
- 《庭院深深》1971
- 《母親卅歲》1972
- 《心蘭的故事》1972
- 《輕煙》1972
- 《窗外》1973
- 《早熟》1974
- 《古鏡幽魂》1974
- 《夜半怪談》1974
- 《女記者》1974
- 《晨星》1975
- 《水雲》1975
- 《秋霞》1976
- 《花非花》1978
- 《此情可問天》1978
- 《留下一片相思》（又名《綠色山莊》）1978
- 《鸚鵡傳奇》1978
- 《第二道彩虹》1979
- 《落花流水春去也》1979
- 《我歌我泣》1980
- 《候鳥之愛》1980
- 《走不完的路》（又名《瀟瀟秋水寒》）1980
- 《翹家的女孩》1982
- 《老師‧斯卡也答》1982

### 電視劇
- 中視《名星劇場——銀女》1989（外景導演）[6]

## 編劇作品
- 《一夜風流》1958
- 《歌迷小姐》1959
- 《自由戀愛》1960
- 《茶山情歌》1960
- 《義犬遊俠》1963
- 《狀元及第》1964